# مقاطعة روسيا وبيلاروس 2022
نفذت العديد من الشركات والمنظمات في أوروبا، وأمريكا الشمالية وأسترالاسيا وأماكن أخرى مقاطعة لروسيا وبيلاروس، بعد الغزو الروسي لأوكرانيا، في عام 2022. انسحبت من روسيا، أو من العلاقات الروسية، أكثر من 400 شركة سواء نتيجةً للعقوبات أو الاحتجاجات على أفعال روسيا، اعتبارًا من تاريخ 22 مارس 2022.

## نظرة عامة
بدأت غالبية البلدان التي فرضت عقوبات على روسيا بعد ضمها لشبه جزيرة القرم لها في عام 2014 بفرض عقوبات إضافية لمعاقبة روسيا على غزوها أوكرانيا بالكامل- وهي خطوة كان يعد لها الرئيس الروسي فلاديمير بوتين منذ فترة طويلة. لم تتأثر العديد من الشركات بالعقوبات المفروضة على روسيا، لكنها حكمت لصالح قطع العلاقات مع الدولة إما بسبب الضغط العام أو احتجاجًا على أفعال الحكومة، أو كليهما. صرحت المؤسسات الأوكرانية أن الحاجة إلى هذه التدابير ملحة.
يمكن تقسيم الرد بصورة عامة إلى «مقاطعة ثقافية» تهدف إلى توسيع الإدانة الدولية للغزو، و«مقاطعة اقتصادية» تهدف إلى تقليل استمرارية الجهد الحربي. نتيجة للأخيرة، حذر العديد من المعلقين من انهيار اقتصادي غير مسبوق في مستقبل روسيا، مستشهدين بانخفاض بنسبة 30% في قيمة الروبل، وارتفاع بنسبة 20% في أسعار الفائدة وتوسع الناتج الإجمالي المحلي بنسبة 1% هبوطًا من 1.7%. تشير تحليلات أجرتها عدة شركات إلى انكماش الناتج الإجمالي المحلي في نهاية العام بنسبة 5% على الأقل وتضخم اقتصادي بنسبة 15%. بعض أكثر الضربات خطورة على البنية التحتية الروسية هي فقدان الوصول إلى نظام الدفع سويفت والقيود المفروضة على قدرة روسيا على تصدير النفط. صرح السيناتور الأمريكي بيرني ساندرز أن هذه الأزمة يجب أن تؤثر على سياسة الطاقة بشكل أكبر من أجل ردع «الدول النفطية الاستبدادية». في الحين الذي لوحظ فيه أن شركة شل بي إل سي قد تخلت عن حصتها في شركة غاز بروم، إلا أنها انتقدت أيضًا بسبب شرائها شحنة مخفضة من النفط الخام الروسي. في اليوم التالي، وبعد احتجاج عام، دافعت شركة شل عن عملية الشراء بأنها حاجة ضرورية على المدى القصير، لكنها أعلنت أيضًا أنها تنوي تقليل عمليات الشراء هذه ووضع أرباحها منها في صندوق سيخصص للمساعدات الإنسانية لأوكرانيا. أعلنت نصف الشركات الدولية العشرة الأكبر، التي لديها ارتباطات مع روسيا، أنها ستنسحب أو تغلق عملياتها، اعتبارًا من 10 مارس؛ وبلغ عدد الشركات التي طبقت ذلك نحو 300 شركة.
واجهت بعض أكبر شركات الوجبات السريعة والوجبات الخفيفة انتقادات لاستمرارها في الأعمال التجارية في روسيا وبيلاروسيا. دافع أنتوني بامبليانو عن عدم مشاركة منصات تداول العملات المشفرة في المقاطعة، مشيرًا إلى أنه «يوجد قدر كبير من عدم الإنسانية في اتخاذ قرار فصل المواطن العادي عن النظام المالي العالمي. ما الجريمة التي ارتكبوها؟». أشار منتقدو الحكومة الإسرائيلية إلى حقيقة أن عدة سياسيين أمريكيين الذين يؤيدون عزل روسيا اقتصاديًا قاموا بحملات سابقة وأصدروا قوانين مناهضة لحركة المقاطعة وسحب الاستثمارات وفرض العقوبات (بي دي إس) التي تعاقب على مقاطعة إسرائيل.
ركز الجانب الثقافي للمقاطعة على تخفيض عدد المنتجات الترفيهية المتاحة للناس في روسيا. شملت تلك المنتجات الأفلام والألبومات، وأيضًا الأحداث التي يتم عرضها في بث حي على التلفزيون والتي تُستضاف في الدول الغربية. علقت ياسمين سرحان على أن المشاعر القومية، التي أفادت نظام بوتين تاريخيًا، ستضعف بسبب استبعاد روسيا من الأحداث الرياضية. أثار حظر روسيا وبيلاروسيا من الألعاب الأولمبية مقارنات مع المقاطعة الأولمبية لنظام الفصل العنصري في جنوب إفريقيا. وفقًا للمؤرخين الأولمبيين ديفيد والتشينسكي وبيل مالون، فإنه يمكن اعتبار القرار نقطة تحول عند مقارنته بالتساهل السابق تجاه برنامج المنشطات الذي ترعاه الدولة في روسيا أو محاولة اختطاف بيلاروسيا لكريستينا تسيمانوسكايا.
إضافة إلى إلغاء المظاهر المخطط لها في روسيا، بدأت العديد من المنظمات الترفيهية التي أعضاؤها روس بإعادة النظر في دعمها السابق لبوتين. رفض بعض هؤلاء المشاهير إدانة الحرب، لكن البعض الآخر ألغيت عقودهم لأنهم فعلوا ذلك بدون أن يذكروا بوتين بالاسم. دعا أليكس أوفيشكين، على سبيل المثال، في تصريح له إلى السلام بشكل عام وذكر أن أفراد عائلته في روسيا معرضون أيضًا للخطر. من ناحية ثانية، رد حارس مرمى فريقي ديترويت ريد وينغز للهوكي وأواتاوا دومينينك هاسيك التشيكي السابق على أوفيشكين وانتقده على دعمه السابق لبوتين، وصرح قائلًا «ماذا؟ ليس فقط مدعيًا، وجبانًا، وكاذب فوق ذلك!»، في حين دعا دور الهوكي الوطني أيضًا إلى إيقاف جميع اللاعبين الروس. كان ألكسندر مالوفيف أحد الموسيقيين الذين أشاروا إلى سلامة عائلتهم عند إدانته للحرب. ردت جمعية فانكوفر ريسايتال، التي كانت قد بدأت تطلب ذلك من جميع الفنانين الروس، بأن تصريح مالوفيف لم يكن كافيًا للسماح بإجراء حفله الموسيقي.

## البنوك والتمويل
- أعلن البنك الدولي أنه أوقف جميع الأنشطة في روسيا وبيلاروس اعتبارًا من 2 مارس. وذكر أنه لم يوافق على أي قروض أو استثمارات جديدة لروسيا منذ 2014 وبيلاروس منذ منتصف 2020.[12]
- حظرت شركتا بطاقات الائتمان ماستركارد وفيزا جميع المعاملات المرتبطة بالمؤسسات الروسية في 1 مارس.[13] شكلت روسيا حوالي 4٪ من صافي إيرادات ماستركارد وفيزا لعام 2021.[14]
- أوقفت شركة الدفع عبر الإنترنت باي بال قبول مستخدمين جدد في روسيا وحظرت معاملات بعض المستخدمين والبنوك في روسيا اعتبارًا من 2 مارس.[15]
- في 28 فبراير أعلن صندوق المستقبل الأسترالي أنه سيتخلص من جميع الأصول الروسية التي تبلغ قيمتها 200 مليون دولار أسترالي.[16] بينما ستتخلص حكومة نيوساوث ويلز من 75 مليون دولار أسترالي من الأصول الروسية في صندوق أجيال نيوساوث ويلز.[17]
- دعت الحكومة الأسترالية شركات المعاشات التقاعدية إلى التخلص من جميع أصولها الروسية.[18] قامت شركة أوير سوبر بالتخلص 50 مليون دولار أسترالي من الأصول الروسية في 1 مارس[19] بينما قام صندوق التقاعد الأسترالي بالتخلص من 133 مليون دولار أسترالي من الأصول الروسية في 3 مارس.[20]
- أعلن الصندوق التقاعدي الحكومي النرويجي أنه سوف يقوم بتجريد أصوله الروسية من 47 شركة، بما في ذلك سبيربنك، غازبروم ولوك أويل، بقيمة 25 مليار كرونة نروجية في عام 2021.[21] ومع ذلك، فقد أعلنت أن قيمتها على الأرجح تساوي 2.5 مليار كرونة فقط وأنه تم «شطبها إلى حد كبير».[22]
- قامت شركات الاستثمار ليجال & جنرال، أبردن ببيع جميع الأسهم والسندات الروسية.[23]
- جمدت شركة تجارة السلع ترافيجورا جميع الاستثمارات الروسية، بما في ذلك حصتها في مشروع فوستوك المملوك لشركة روسنفت.[24]
- في 28 فبراير أعلنت سيتي غروب نيتها بيع قروض روسية، ديون حكومية وأصول أخرى قيمتها 10 مليارات دولار.[25]
- أعلنت كنيسة إنجلترا في 25 فبراير أنها ستبيع ممتلكات روسية بقيمة 20 مليون جنيه إسترليني وحظرت أي استثمار إضافي في روسيا، واصفة إياه بأنه «تدفق غير أخلاقي للأموال الفاسدة»[26]
- اشترى هرفاتسكا بوستانسكا بانكا الفرع الكرواتي لبنك سبيربنك مقابل 71 مليون كونا كرواتية وأعاد تسميته إلى البنك الكرواتي الجديد في 2 مارس 2022.[27]

## الترفيه
- أعلنت كل من شركة والت ديزني، وارنر برذرز، سوني بيكتشرز، باراماونت غلوبل وإن بي سي العالمية إيقاف الاصدارات السينمائية في روسيا بما في ذلك إصدار ذا باتمان، القنفذ سونيك 2 والباندا الأحمر الكبير.[28][29][30]
- أعلنت نتفليكس أنها لن تضيف 20 قناة دعاية روسية إلى خدمتها، على الرغم من اشتراط ذلك بموجب القانون الروسي.[31]
- أزالت شركة روكو قناة آر تي من متاجرها في أوروبا والولايات المتحدة.
- قامت تيك توك بتقييد الوصول إلى حسابات وسائل الإعلام الحكومية الروسية داخل الاتحاد الأوروبي.[32]
- ذكر كل من مهرجان كان السينمائي ومهرجان البندقية السينمائي أن الوفد الروسي لن يكون موضع ترحيب في فعالياته.[33][34]